# Back to Basics
Back to Basics är den amerikanska sångerskan Christina Aguileras tredje studioalbum. Det släpptes den 14 augusti 2006. Första singeln från albumet blev Ain't No Other Man, den andra singeln var balladen "Hurt" och tredje singeln blev den Andrews Sisters-inspirerade låten "Candyman". Albumet har sålt ca. 3 miljoner exemplar världen över.

## Låtförteckning
CD 1
1. "Intro (Back to Basics)" – 1:47
2. "Makes Me Wanna Pray" – 4:10
3. "Back in the Day" – 4:13
4. "Ain't No Other Man" – 3:49
5. "Understand" – 3:46
6. "Slow Down Baby" – 3:29
7. "Oh Mother" – 3:46
8. "F.U.S.S (Interlude)" – 2:21
9. "On Our Way" – 3:36
10. "Without You" – 3:56
11. "Still Dirrty" – 3:46
12. "Here to Stay" – 3:19
13. "Thank You (Dedication To Fans...)" – 4:59

CD 2
1. "Enter the Circus" – 1:42
2. "Welcome" – 2:42
3. "Candyman" – 3:14
4. "Nasty Naughty Boy" – 4:45
5. "I Got Trouble" – 3:42
6. "Hurt" – 4:03
7. "Mercy on Me" – 4:33
8. "Save Me from Myself" – 3:13
9. "The Right Man" – 3:51
10. "Back to Basics" (making of) – 10:07